# A Aurora (Bouguereau)
A Aurora (em francês:  A'Aurore) é uma pintura a óleo de 1881 do pintor académico francês  William-Adolphe Bouguereau que atualmente se encontra no Birmingham Museum of Art de Birmingham, Alabama, Estados Unidos.

## Temática
O artista, autor prolífico de obras de carácter mitológico, neste caso representa a divindade celeste Eos, personificação da alba ou "aurora do mundo", nome dado ao quadro.
Eos é, em conjunto com Helius e Selene (Sol e Lua), uma tríade de irmãos, filhos dos titãs associados à divindade do céu dos gregos antigos. Foi também considerada como esposa do titã Astreu e mãe de Zéfiro, Noto e Apéliote. Mais tarde dela viria a nascer Eósforo. A sua função, segundo Homero, era abrir as portas do céu ao sol para a entrada da manhã. Antecipando-se a Helius no seu carro, afasta a noite e permite o nasce do sol do quotidiano.
Os atributos da deusa são geralmente o carro que ela mesma conduz e o seu peplo ou fino manto com no qual se veste. É normalmente representada em cerâmica ou chorando a morte do seu filho Mémnon diante das muralhas de Troia no seu confronto contra Aquiles. A partir desse dia, chora inconsolavelmente e as suas lágrimas dão forma ao orvalho.
Auguste Rodin e Henri Matisse realizaram esculturas com a temática da deusa, enquanto que Annibale Carracci e François Boucher retrataram-na no seu episódio com Céfalo.

## Descrição
Conforme vários artistas contemporâneos e seus antecedentes, Bouguereau emprega o tema como justificativa para representar a deusa sensual e semi-nua, com o seu leve manto envolta do seu corpo, enquanto acaricia e dá vida às flores depois da passada noite gelada, o que se intui aos seus pés.
A assinatura e data estão na parte inferior da esquerda: W. BOUGUEREAU 1881.